# Łabuń Wielki
Łabuń Wielki (deutsch Labuhn, Kreis Regenwalde) ist ein Dorf in der polnischen Woiwodschaft Westpommern. Es ist der Stadt- und Landgemeinde Resko (Regenwalde) im Powiat Łobeski (Kreis Labes) angegliedert.

## Geographische Lage
Łabuń Wielki liegt etwa vier Kilometer nördlich der einstigen Kreisstadt Resko (Regenwalde) und 28 Kilometer nordwestlich der jetzigen Kreismetropole Łobez (Labes) an einer Nebenstraße, die Modlimowo (Muddelmow) an der polnischen Landesstraße 6 (ehemalige deutsche Reichsstraße 2, heute auch Europastraße 28) Stettin – Danzig mit Resko an der Woiwodschaftsstraße 152 (ehemalige Reichsstraße 161) Płoty (Plathe) – Łobez (Labes) – Świdwin (Schivelbein) – Buślary (Buslar) verbindet. In Łabuń Wielki mündet in diese Straße eine weitere Nebenstraße, die von Orzeszkowo (Neuhof) im Tal der Mołstowa (Molstow) über Iglice (Geiglitz) hierher führt.
Von 1909 bis 2000 bestand Bahnanschluss über die Bahnstation Komorowo Pomorskie (Kummerow) an der Bahnstrecke Worowo–Wysoka Kamieńska (Wurow–Wietstock), und außerdem von 1895 bis 1961 (für Güterverkehr bis 1996) über die Bahnstation Łabuń Mały (Neu Labuhn) an der Bahnstrecke Regenwalde–Roman (Rymań)–Kolberg (Kołobrzeg) der Kolberger Kleinbahn bzw. Polnischen Staatsbahn. Beide Linien sind stillgelegt.
Eineinhalb Kilometer südöstlich von Łabuń Wielki liegt der Jezioro Łabuń (Labuhn-See).

## Ortsname
Die deutsche Namensform Labuhn bezeichnet drei pommersche Dörfer. Die polnische Bezeichnung stellt eine Unterscheidung zum zwei Kilometer südöstlich gelegenen Ort Łabuń Mały (Neu Labuhn) dar.
Ältere Schreibweisen des deutschen Ortsnamens sind Lebbun (1618) und Labbuhn (18. Jahrhundert).

## Geschichte

Labuhn (Lebbun) und der Labuhn-See nördlich der Stadt Regenwalde (Regenwolde) auf der Landkarte des Eilhard Lubinus von 1618 (Ausschnitt)

Aus vorgeschichtlicher Zeit stammten die Großsteingräber bei Labuhn, drei Grabanlagen der jungsteinzeitlichen Trichterbecherkultur. Sie wurden im 19. Jahrhundert zerstört. 
Bis 1945 war Labuhn ein Dorf im Landkreis Regenwalde in der preußischen Provinz Pommern. Bis 1938 lag es im Regierungsbezirk Stettin, danach kam es zum Regierungsbezirk Köslin. Die Gemeinde Labuhn war in den Amtsbezirk Regenwalde (heute polnisch: Resko) eingegliedert, zu dem auch die Gemeinden Justin (Gostyń Łobeski), Kummerow (Komorowo), Lowin (Ługowina), Ornshagen (Żerzyno) und Paatzig (Piasko) gehörten. Labuhn war Sitz eines Standesamtes, das auch für Kummerow (Komorowo) und Geiglitz (Iglice) zuständig war. Amtsgerichtsbezirk war Regenwalde (Resko).
Im Jahre 1905 zählten die Landgemeinde und der Gutsbezirk Labuhn zusammen 640 Einwohner. Ihre Zahl betrug 1910 noch 569, stieg bis 1933 auf 581 und sank bis 1939 auf 530.
Seit 1945 trägt der Ort den Namen Łabuń Wielki und ist Teil der Gmina Resko im Powiat Łobeski in der Woiwodschaft Westpommern (1975–1998 Woiwodschaft Stettin).

## Kirche

### Kirchspiel

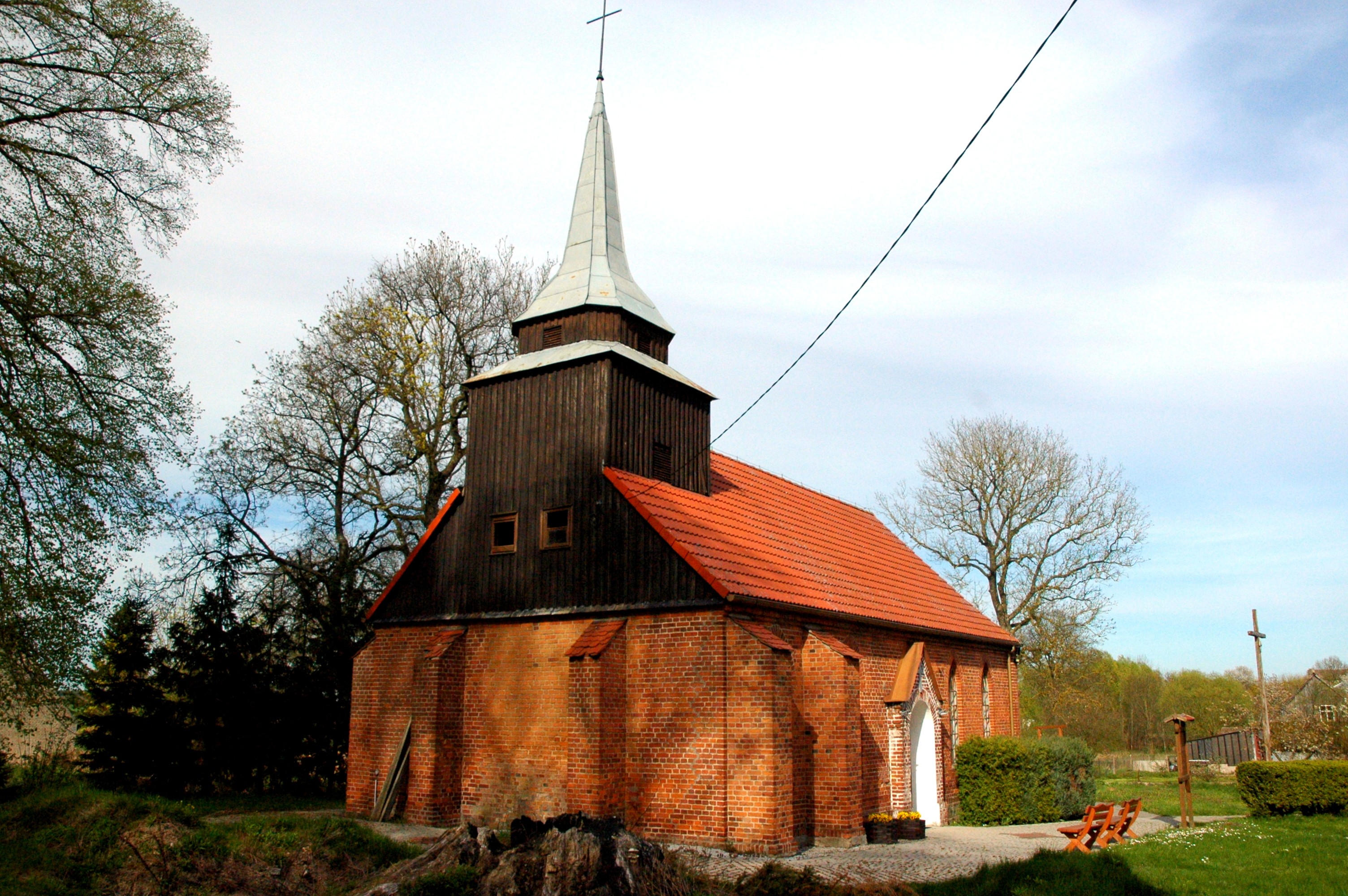
Dorfkirche Łabuń Wielki (2023)

Bis 1945 war die Bevölkerung von Labuhn überwiegend evangelischer Konfession. Labuhn bildete mit Neu Labuhn (heute polnisch: Łabuń Mały) eine eigene Kirchengemeinde und war Sitz des Kirchspiels Labuhn, zu dem außerdem die beiden Filialgemeinden Kummerow (Komorowo) mit Sack (Saki), Höfchen (Mokronos) und Rübenhagen (Porąbka) sowie Geiglitz (Iglice) mit Stölitzhöfchen (Stołążek) gehörten.
Im Jahre 1940 zählte das gesamte Kirchspiel 1362 Gemeindeglieder, von denen 522 der Kirchengemeinde Labuhn, 284 der Kirchengemeinde Kummerow und 356 der Kirchengemeinde Geiglitz zugehörten. Das Kirchenpatronat hatten die Rittergutsbesitzer des Pfarrsprengels inne.
Das Kirchspiel Labuhn gehörte zum Kirchenkreis Regenwalde im Ostsprengel der Kirchenprovinz Pommern der Kirche der Altpreußischen Union.
Seit 1945 ist die Bevölkerung von Łabuń Wielki mehrheitlich katholischer Konfession. Das Dorf gehört jetzt zur Pfarrei Resko (Regenwalde) im Dekanat Resko im Erzbistum Stettin-Cammin der Katholischen Kirche in Polen. Hier lebende evangelische Kirchenglieder gehören zur Trinitatiskirchengemeinde in Stettin (bis 1945  Gertrudkirchengemeinde) in der Diözese Breslau der Evangelisch-Augsburgischen Kirche in Polen mit der Filialkirche St. Johannis in Trzebiatów (Treptow a.d. Rega).